# Päpstliches Römisches Priesterseminar
Das Päpstliche Römische Priesterseminar (ital.: Pontificio Seminario Romano Maggiore) ist das älteste Priesterseminar des Bistums Rom.

## Geschichte
Der Päpstliche Römische Priesterseminar wurde am 1. Februar 1565 infolge der Beschlüsse des Konzils von Trient zu besseren Ausbildung von Seelsorgern gegründet. Erster Sitz des Priesterseminars war der Palazzo Pallavicini. Der Standort wechselte in den folgenden Jahrhunderten mehrfach, bis das Seminar schließlich 1913 seinen Standort in der Nähe der Lateranbasilika fand.
Das theologische Studium erfolgte in den ersten zwei Jahrhunderten am von Jesuiten geführten Collegium Romanum, aus dem sich später die Päpstliche Universität Gregoriana entwickelte. Am 7. September 1772 wurde das Priesterseminar – kurz vor der Auflösung des Jesuitenordens im Jahre 1773 – geschlossen und am 1. November 1774 unter Leitung der Diözese Rom wiedereröffnet.
Heute befindet sich direkt am Seminar die Päpstliche Lateranuniversität, an der ein Großteil der Seminaristen studiert. Die Einrichtung bildet derzeit neben Priesteramtskandidaten des Bistums Rom auch Anwärter anderer italienischer Diözesen und in geringem Umfang auch ausländische Seminaristen aus.

### Historische Standorte
- Palazzo Pallavicini (auf dem Marsfeld (1565–1566 oder Ende 1568))
- Palazzo Madama (1566 (oder 1568)–1571)
- Palazzo Della Valle (1571–1573)
- Palazzo Colonna (1573–1575 (?))
- Palazzo Piccolomini (1575 (?)–1585)
- Case Spannocchi (1585–1593)
- Palazzo Nardini (1593–1608)
- Palazzo Borromeo (1608–1772)
- Collegio Romano (1774–1824 und 1848–1850)
- Palazzo Sant’Apollinare (1824–1848 und 1850–1913)

## Bekannte Seminaristen
- Corrado Bafile (1903–2005), Apostolischer Nuntius und Kurienkardinal
- Paolo Bertoli (1908–2001), Apostolischer Nuntius und Kurienkardinal
- Salvatore Boccaccio (1938–2008), Bischof von Frosinone-Veroli-Ferentino
- Angelo De Donatis (* 1954), Kardinalvikar
- Carlo Furno (1921–2015), Apostolischer Nuntius und Kurienkardinal
- Pio Laghi (1922–2009), Apostolischer Nuntius und Kurienkardinal
- Marcello Morgante (1915–2007), Bischof von Ascoli Piceno
- Sisto Riario Sforza (1810–1877), Erzbischof von Neapel und Kardinal
- Angelo Giuseppe Roncalli (1881–1963), als Johannes XXIII. Papst von 1958 bis 1963
- Enrico Sibilia (1861–1948), Apostolischer Nuntius und Kardinal
- Giovanni Tonucci (* 1941), Prälat von Loreto